# مقایسه زبان‌های برنامه‌نویسی (نحو)
این مقایسه زبان‌های برنامه‌نویسی، ویژگی‌های نحو زبان را برای بیش از ۵۰ زبان برنامه‌نویسی رایانه مقایسه می‌کند.

## عبارات
هنگامی که زبان برنامه‌نویسی‌ای دارای عبارت است، معمولاً قراردادهایی برای موارد زیر دارد:
- جداکننده عبارات
- پایان دهنده‌های عبارات
- ادامه خط

یک جداکننده عبارت، مرز بین دو عبارت دیگر را مشخص می‌کند. پایان دهنده عبارت، پایان یک عبارت را تعریف می‌کند. زبان‌هایی که انتهای خط را به عنوان پایان یک عبارت در نظر می‌گیرند، زبان‌های «خط گرا» نامیده می‌شوند.
«ادامه خط» قراردادی در زبان‌های خط گرا است که در آن کاراکتر خط جدید می‌تواند به اشتباه به عنوان یک پایان دهنده عبارت تفسیر شود. در چنین زبان‌هایی با یک دستور اجازه می‌دهند که یک عبارت در چندین خط نوشته شوند.

### ادامه خط
ادامه خط به‌طور کلی به عنوان بخشی از تحلیل واژگانی انجام می‌شود. یک خط جدید معمولاً منجر به اضافه شدن یک نشانه به جریان نشانه می‌شود، مگر اینکه ادامه خط تشخیص داده شود.
فضای خالی – زبان‌هایی که نیازی به ادامه ندارند
- ایدا - خطوط با نقطه ویرگول خاتمه می‌یابند
- سی شارپ - خطوط با نقطه ویرگول خاتمه می‌یابند
- جاوا اسکریپت - خطوط با نقطه ویرگول خاتمه می‌یابند (که ممکن است استنباط شود)
- لوآ
- اکمل

امپرسند به عنوان آخرین کاراکتر خط
- فرترن ۹۰, فرترن ۹۵, فرترن ۲۰۰۳, فرترن ۲۰۰۸

بک اسلش به عنوان آخرین کاراکتر خط
- bash[۱] و سایر پوسته‌های یونیکس
- پیش پردازنده C و C++
- مثمتیکا و ولفرم
- پایتون[۲]
- روبی
- جاوا اسکریپت - فقط در رشته‌های تک یا دو نقل قول

بکتیک به عنوان آخرین کاراکتر خط
- پاورشل

خط فاصله به عنوان آخرین کاراکتر خط
- اس‌کیوال*پلاس

زیرخط به عنوان آخرین کاراکتر خط
- اوتوات
- کبرا
- ویژوال بیسیک
- Xojo

جداکننده کاما به عنوان آخرین کاراکتر خط
- روبی (نظر ممکن است به دنبال جداکننده باشد)

جداکننده براکت چپ به عنوان آخرین کاراکتر خط
- فایل بچ: شروع یک بلوک پرانتزی می‌تواند ادامه خط را مجاز کند[۳]
- روبی: پرانتز چپ، کروشه چپ، یا آکولاد چپ

اپراتور به عنوان آخرین شیء خط
- روبی (نظر ممکن است به دنبال اپراتور باشد)

اپراتور به عنوان اولین کاراکتر خط ادامه‌دار
- اوتوهات‌کی: هر عملگر عبارتی به جز ++ و -- و همچنین کاما یا نقطه[۴]

بک اسلش به عنوان کاراکتر اول خط ادامه‌دار
- ویم

برخی از شکل‌های نظر درون خطی به عنوان ادامه خط عمل می‌کند
- توربو اسمبلر: \
- ام‌۴: dnl
- تک: %

[پایان و شروع] با استفاده از نقل قول‌های معمولی
- پیش پردازنده C و C++: رشته به‌طور معمول به پایان می‌رسد و با شروع با یک نقل قول در خط بعدی ادامه می‌یابد.

## کتابخانه‌ها
وارد کردن کتابخانه راهی برای خواندن عبارات، برنامه‌ها یا بسته‌های خارجی، احتمالاً کامپایل شده‌است. وارد کردن یک کتابخانه را می‌توان بر اساس سطح (ماژول، بسته، کلاس، عبارات،...) و بر اساس نحو (نام دستورالعمل، ویژگی‌ها) طبقه‌بندی کرد.
وارد کردن فایل
- addpath( directory ) متلب[۵]
- COPY filename. کوبول
- :-include(" filename "). پرولوگ
- #include file=" filename " ای‌اس‌پی
- #include " filename "  اوتوهات‌کی، اوتوات، سی، سی پلاس پلاس
- #include < filename > اوتوهات‌کی، اوتوات، سی، سی پلاس پلاس
- #import " filename " آبجکتیو-سی
- #import < filename > آبجکتیو-سی
- Import["filename"] زبان Mathematica و Wolfram
- include 'filename' فرترن
- include " filename "; پی‌اچ‌پی
- include [filename] program ، پیک بیسیک
- #include [filename] program پیک بیسیک
- include!(" filename "); راست
- load " filename " روبی
- load %filename رد
- require(" filename ") لوآ
- require " filename "; پرل، پی اچ پی
- require "filename" روبی
- source(""filename"") آر

وارد کردن بسته
- #include filename سی، سی پلاس پلاس
- #[path = " filename "] mod altname; راست
- @import module; آبجکتیو-سی
- << name مثمتیکا و ولفرم
- :-use_module(module). پرولوگ
- from module import * پایتون
- extern crate libname; راست
- extern crate libname as altname; راست
- mod modname; راست
- library(" package ") آر
- IMPORT module اوبرون
- import altname " package/name " گو:
- import package.module; دی
- import altname = package.module; دی
- import Module هسکل
- import qualified Module as M هسکل
- import package . * جاوا، متلب، کاتلین
- import " modname "; جاوا اسکریپت
- import altname from " modname "; جاوا اسکریپت
- import package اسکالا
- import package. _ اسکالا
- import module سوئیفت
- import module پایتون
- require(" modname ") لوآ
- require "gem" روبی
- use module فرترن ۹۰+
- use module, only: identifier فرترن ۹۰ +
- use Module; پرل
- use Module qw( import options ); پرل
- use Package . Name کبرا
- uses unit پاسکال
- with package ایدا

وارد کردن کلاس
- from module import class پایتون
- import package . class جاوا، متلب، کاتلین
- import class from " modname "; جاوا اسکریپت
- import { class } from " modname "; جاوا اسکریپت
- import { class as altname } from " modname "; جاوا اسکریپت
- import package . class ، اسکالا
- import package .{ class1 => alternativeName, class2 } اسکالا
- import package . _ اسکالا
- use Namespace\ClassName; پی اچ پی
- use Namespace\ClassName as AliasName; پی اچ پی

وارد کردن رویه/تابع
- from module import function پایتون
- import package.module: symbol; دی
- import package.module: altsymbolname = symbol; دی
- import Module ( function ) هسکل
- import function from "modname"; جاوا اسکریپت
- import { function } from " modname "; جاوا اسکریپت
- import { function as altname } from " modname "; جاوا اسکریپت
- import package . function متلب
- import package . class . function اسکالا
- import package . class .{ function => alternativeName, otherFunction } اسکلا
- use Module ('symbol'); پرل
- use function Namespace\function_name; پی اچ پی
- use Namespace\function_name as function_alias_name; پی اچ پی
- use module:: submodule:: symbol; راست
- use module:: submodule::{ symbol1, symbol2 }; راست
- use module:: submodule:: symbol as altname; راست

راحتی نحوی
- import package . * جاوا
- import package . class جاوا
- open module اکمل

برای دسترسی به کد مورد نیاز است
- import altname " package/name " گو
- import altname from " modname "; جاوا اسکریپت
- import module پایتون

## بلوک‌ها
بلوک نمادی برای گروهی از دو یا چند عبارت یا دیگر واحدهای کد است که به گونه‌ای مرتبط هستند که یک کل را تشکیل می‌دهند.
آکولاد { . . . }
- سی، سی پلاس پلاس، آبجکتیو-سی، گو، جاوا، جاوا اسکریپت / اکما اسکریپت، سی شارپ، دی، پرل، پی اچ پی (حلقه‌های for & loop ، یا ارسال یک بلوک به عنوان آرگومان)، R، Rust، اسکالا، S- Lang، سوئیفت، پاورشل، هسکل، اوتوهات‌کی

پرانتز ( . . . )
- اکمل، پرولوگ، استاندارد ML

کروشه [ . . . ]
- اسمال‌تاک

‍‍‍‍‍‍‍‍‍begin … end
- ایدا، الگول، پاسکال، روبی، اکمل، اس‌سی‌ال، سیمولا، ارلنگ.

do … end
- پی‌ال/۱، آرای‌ایکس‌ایکس

do … done
- Bash، ویژوال بیسیک، فرترن، ویژوال پرولوگ، TUTOR

do … end
- لوآ، روبی، سید۷

X … end (مثلاً if … end):
- روبی (if ، while ، until ، def ، class ، دستورات module)، اکمل (حلقه‌های for & while)، متلب (شرط‌های if & switch ، حلقه‌های for & while ، عبارت try ، package ، classdef ، properties ، methods ، events ، و بلوک‌های function)، لوآ (then / else و function)

(begin . . .)
- اسکیم

(progn ...)
- لیسپ

(do . . .)
- کلوژور

تو رفتگی
- زبان‌های قوانین آف‌ساید: بو، کبرا، کافه اسکریپت، اف شارپ، هسکل (در صورت حذف پرانتزها)، لایو اسکریپت، اوکام، پایتون، Nemerle، نیم، اسکالا (اختیاری، مانند Nemerle)
- زبان‌های نوشتار آزاد: اکثر نوادگان الگول (از جمله سی، پاسکال و پرل). زبان‌های لیسپ

سایر
- ایدا، ویژوال بیسک، سید۷: if … end if
- ای‌پی‌ال :If . . . :EndIf یا :If . . . :End
- بش و پوسته بورن و پوسته کرن: if … fi, do … done, case … esac;
- الگول۶۸: begin … end, ( … ), if … fi, do … od
- لوآ، پاسکال، Modula-2, سید۷: repeat … until
- کوبول: IF . . . END-IF ، PERFORM . . . END-PERFORM ، و غیره برای عبارات. . برای جملات.
- ویژوال بیسیک دات نت: If . . . End If ، For . . . Next ، Do . . . Loop
- اسمال بیسیک: If . . . EndIf ، For . . . EndFor, While . . . EndWhile

## نظرات
نظرات را می‌توان بر اساس موارد زیر طبقه‌بندی کرد:
- سبک (داخلی/بلاک)
- قوانین تجزیه (نادیده گرفته شده / درون یابی / ذخیره شده در حافظه)
- بازگشتی (تودرتو/غیر تودرتو)
- موارد استفاده (رشته‌های اسنادی / نظرات پرتاب کننده / سایر موارد)

### نظرات درون خطی
نظرات درون خطی معمولاً آنهایی هستند که از یک کاراکتر دلخواه یا دنباله ای از نشانه‌ها برای نشان دادن شروع یک نظر و از خط جدید (یا پایان حط) برای نشان دادن پایان یک نظر استفاده می‌کنند.
مثال‌ها:
| نماد | زبان‌ها |
| ---- | --- |
| C    | فرترن I تا فرترن ۷۷ (C در ستون ۱) |
| REM  | بیسیک، فایل‌های بچ |
| ::   | فایل‌های بچ، COMMAND.COM، خط فرمان |
| NB.  | جی; از مخفف متداول (از لحاظ تاریخی) Nota bene، لاتین به معنای "خوب توجه داشته باشید"(note well).                                                                    |
|      | |
| ⍝    | ای‌پی‌ال |
| #    | پوسته بورن و سایر پوسته‌های یونیکس، کبرا، پرل، پایتون، روبی، سید۷، پاورشل، پی‌اچ‌پی، آر، ساخت، میپل، الیکسیر، جولیا، نیم                                               |
| %    | تک، پرولوگ، متلب، ارلنگ، S-Lang، ویژوال پرولوگ، پست اسکریپت |
| //   | اکشن اسکریپت، سی (C99)، سی پلاس پلاس، سی شارپ، دی، اف شارپ، گو، جاوا، جاوا اسکریپت، کاتلین، آبجت پاسکال (دلفی)، آبجکتیو-سی، پی‌اچ‌پی، راست، اسکالا، ساس، سوئیفت، Xojo |
| '    | مانکی، ویژوال بیسیک، وی‌بی اسکریپت، اسمال بیسیک، گامباس، Xojo |
| !    | فرترن، بیسیک پلاس، اینفور، پیک بیسک |
| ;    | اسمبلی اکس۸۶, اوتوهات‌کی، اوتوات، Lisp, لیسپ معمولی، کلوژر، ریبل، رد، Scheme                                                                                         |
| --   | ایفوریا، هسکل، اس‌کیوال، ایدا، اپل اسکریپت، ایفل، لوآ، وی‌اچ‌دی‌ال، اس‌جی‌ام‌ال، PureScript, الم                                                                           |
| *    | اسمبلر S/360 (* در ستون ۱)، کوبول I تا کوبول ۸۵، PAW، فرترن IV تا فرترن ۷۷ (* در ستون ۱)، پیک بیسیک، جی‌ای‌ام‌اس (* در ستون ۱)                                         |
| \|\| | کرل |
| "    | ویم، آباپ |
| \    | فورث |
| *>   | کوبول ۹۰ |

### بلوک نظرات
کامنت‌های بلوک معمولاً آنهایی هستند که از یک جداکننده برای نشان دادن ابتدای یک نظر و از یک جداکننده دیگر برای نشان دادن پایان یک نظر استفاده می‌کنند. در این زمینه، کاراکترهای فضای خالی و خط جدید به عنوان جداکننده محسوب نمی‌شوند.
مثال‌ها:
| نماد | زبان‌ها |
| --- | --- |
| comment ~ ; | الگول ۶۰، سیمولا |
| ¢ ~ ¢ ، # ~ #, co ~ co , comment ~ comment                                                                     | الگول۶۸ |
| /* ~ */ | اکشن اسکریپت، اوتوهات‌کی، سی، سی++، سی شارپ، دی، گو، جاوا، جاوا اسکریپت، کاتلین، آبجکتیو-سی، پی‌اچ‌پی، PL/I، پرولوگ، رکس، راست (قابل تودرتو)، اسکالا (قابل تودرتو), ساس (SAS)، ساس (SASS)، اس‌کیوال، سوئیفت (می‌تواند تودرتو باشد) ویژوال پرولوگ، سی‌اس‌اس |
| #cs ~ #ce | اوتوات |
| /+ ~ +/ | دی (می‌تواند تو در تو باشد) |
| /# ~ #/ | کبرا (قابل تودرتو است) |
| < # ~ # > | پاورشل |
| <! -- ~ -- >                                                                                                   | اچ‌تی‌ام‌ال، اکس‌ام‌ال |
| =begin ~ =cut                                                                                                  | پرل |
| #`( ~ ) | راکو |
| =begin ~ =end                                                                                                  | روبی |
| #< TAG > ~ #</ TAG >, #stop ~ EOF , #iffalse ~ #endif ~ #ifntrue #endif #if false ~ #endif, #if !true ~ #endif | S-Lang |
| {- ~ -} | هسکل (می توان تودرتو) |
| (* ~ *) | دلفی، ام‌ال، مثمتیکا، آبجکت پاسکال، پاسکال، سید۷، Applescript، OCaml (قابل تودرتو)، استاندارد ام‌ال (قابل تودرتو)، Maple، نیواسپیک، اف شارپ |
| { ~ } | دلفی، آبجکت پاسکال، پاسکال، رد |
| {# ~ #} | نونجاکس، ترکه |
| {{! ~ }} | سبیل، دسته |
| {{! -- ~ --}}                                                                                                  | هندلبارس (نمی‌توان تودرتو باشد، اما ممکن است حاوی {{ و }})باشد) |
| \|# ~ #\| | کرل |
| %{ ~ %} | MATLAB (نمادها باید در یک خط جداگانه باشند) |
| #\| ~ \|# | لیسپ، اسکیم، راکت (در هر سه قابل تودرتو هستند). |
| #= ~ =# | جولیا |
| #[ ~ ]# | نیم |
| -- [[ ~ ]]، --[=[ ~ ]=] ، --[= . . =[ ~ ]= . . . =]                                                            | لوآ (پرانتزها می‌توانند هر تعداد منطبق = کاراکتر داشته باشند؛ می‌توانند در جداکننده‌های غیر منطبق تو در تو قرار گیرند) |
| " ~ " | اسمال‌تاک |
| (comment ~ )                                                                                                   | کلوژر |